# Luis Santamaría Ruiz
Luis Santamaría Ruiz (Albuixec, 24 d'abril de 1969) és un polític i funcionari valencià, conseller de Governació i Justícia de la Generalitat Valenciana de 2014 a 2015.
Luis Santamaría és llicenciat en Ciències Polítiques i Funcionari del Cos Superior d'Administracions Civils de l'Estat. Abans de ser nomenat conseller pel president Alberto Fabra, Santamaría havia exercit càrrecs polítics com a Director General de Foment de l'Economia Social i del Fons Social Europeu al Ministeri de Treball i Assumptes Socials, Director General de Modernització a la Conselleria de Justícia i Administracions Públiques de la Generalitat Valenciana i Subdelegat del Govern a la província de València. Aquests dos darrers càrrecs estaven integrats dins l'equip de Paula Sánchez de León, Consellera de Justícia i Delegada del Govern.
El juny de 2014 fou cridat pel president de la Generalitat Valenciana Alberto Fabra (Partit Popular) per a substituir a Serafín Castellano al capdavant de la Conselleria de Governació i Justicià. Al seu torn Castellano passà a ser Delegat del Govern. Fou elegit diputat a les eleccions a les Corts Valencianes de 2015 i des de 2019 és diputat al Congrés de Madrid.